# Dnipropetrovsk Challenger
Il Dnipropetrovsk Challenger, noto come PEOPLEnet Cup per motivi di sponsorizzazione, è stato un torneo professionistico maschile di tennis giocato sul cemento indoor, che faceva parte dell'ATP Challenger Tour. Si giocava annualmente dal 2003 al 2008 sui campi del BTK Megaron a Dnipropetrovsk, in Ucraina.

## Albo d'oro

### Singolare
| Anno | Campione         | Finalista        | Punteggio           |
| ---- | ---------------- | ---------------- | ------------------- |
| 2008 | Fabrice Santoro  | Victor Hănescu   | 6–2, 6–3            |
| 2007 | Miša Zverev      | Dmitrij Tursunov | 6–4, 6–4            |
| 2006 | Dmitrij Tursunov | Benjamin Becker  | 7–6(7), 6–4         |
| 2005 | Dick Norman      | Raemon Sluiter   | 7–6(2), 6(2)–7, 6–3 |
| 2004 | Andrei Pavel     | Karol Kučera     | walkover            |
| 2003 | Irakli Labadze   | Harel Levy       | 6–3, 3–6, 6–1       |

### Doppio
| Anno | Campioni                           | Finalisti                     | Punteggio              |
| ---- | ---------------------------------- | ----------------------------- | ---------------------- |
| 2008 | Guillermo Cañas Dmitrij Tursunov   | Łukasz Kubot Oliver Marach    | 6–3, 7–6(5)            |
| 2007 | Christopher Kas Lovro Zovko        | Rohan Bopanna Chris Haggard   | 7–6(5), 6–2            |
| 2006 | Serhij Stachovs'kyj Orest Tereščuk | Marco Chiudinelli Lovro Zovko | 6–4, 6–0               |
| 2005 | Lukáš Dlouhý David Škoch           | Tomáš Cibulec Lovro Zovko     | 7–5, 6–4               |
| 2004 | Karol Beck Jaroslav Levinský       | Andrei Pavel Gabriel Trifu    | 6(4)–7, 7–6(4), 7–6(2) |
| 2003 | Jonathan Erlich Harel Levy         | Simon Aspelin Johan Landsberg | 6–4, 6–3               |